# تنگه‌رود
تنگه‌رود (به لاتین: Təngərud) یک منطقهٔ مسکونی در جمهوری آذربایجان است که در شهرستان آستارا واقع شده‌است.

## ریشه واژه
ریشه این واژه تالشی و به معنی رود تنگ و باریک است و  رودخانه تنگه‌رود از کوه‌های تالش سرچشمه گرفته و به دریای کاسپین می‌ریزد.

## جغرافیا
تنگه‌رود میان روستاهای مشخان و پنسر قرار گرفته و توسط کوه‌های تالش احاطه شده‌است.

## جمعیت
تنگه‌رود ۳٬۲۹۸ نفر جمعیت دارد.

## ترابری
این شهر ۱۸ کیلومتر از آستارا و ۲۹۵ کیلومتر از باکو فاصله دارد و در میان جاده این دو شهر قرار دارد و همه روزه اتوبوس‌هایی به مقصد آستارا، لنکران و باکو دارد.

## خصوصیات نژادی
بیشتر مردم (۹۸٪) از مردم تالش هستند و به زبان‌های تالشی و ترکی آذربایجانی صحبت می‌کنند.

## دین
تقریباً همگی مردم تنگه‌رود مسلمان هستند.

## آموزش
دبیرستانی با نام صمد وورغون در سال ۱۹۱۴ میلادی در تنگه‌رود ساخته شد که در سال ۲۰۰۷ میلادی با حمایت صندوق حیدر علی‌اف بازسازی شد. این مدرسه دارای کلاس‌های دوره راهنمایی و دبستان نیز هست.

## طبیعت
در تنگه‌رود بیش از ۴۰ چشمه طبیعی وجود دارد.